# Neuvième district congressionnel du Texas
Le 9e district congressionnel du Texas comprend la partie sud-ouest de la région du Grand Houston, au Texas. Le Représentant actuel du district, depuis 2005, est le Démocrate Al Green.
De 1967 à 2005, le 9e couvrait une zone s'étendant de Galveston à Houston jusqu'à Beaumont. Une grande partie de cette zone constitue désormais le 2e district. La majeure partie de la zone actuellement située dans le 9e se trouvait dans le 25e district de 1983 à 2005.

## Historique de vote
| Année | Poste     | Résultats               |
| ----- | --------- | ----------------------- |
| 2000  | Président | Bush 53,0 % - 44,0 %    |
| 2004  | Président | Kerry 70,0 % - 30,0 %   |
| 2008  | Président | Obama 77,0 % - 23,0 %   |
| 2012  | Président | Obama 78,0 % - 21,0 %   |
| 2016  | Président | Clinton 79,0 % - 18,0 % |
| 2020  | Président | Biden 76,0 % - 23,0 %   |

## Liste des Représentants du didstrict
| Membre                          | Parti       | Années                            | Congrès     | Histoire électorale |
| ------------------------------- | ----------- | --------------------------------- | ----------- | --- |
| District établit le 4 mars 1883 |             |                                   |             | |
| Roger Q. Mills (en)             | Démocrate   | 4 mars 1833 - 23 mars 1892        | 48e - 52e   | Redécoupage depuis le 4e district et réélu en 1882. Réélu en 1884. Réélu en 1886. Réélu en 1888 Réélu en 1890. Démissionne lorsqu'élu Sénateur des États-Unis. |
| Vacant                          | Vacant      | 23 mars 1892 - 14 juin 1892       | 52e         | |
| Edwin Le Roy Antony (en)        | Démocrate   | 14 juin 1892 – 3 mars 1893        | 52e         | Élu pour terminer le mandat de Mills. |
| Joseph D. Sayers (en)           | Démocrate   | 4 mars 1893 - 16 janvier 1899     | 53e - 55e   | Redécoupage depuis le 10e district et réélu en 1892. Réélu en 1894. Réélu en 1896. Démissionne lorsqu'élu Gouverneur du Texas. |
| Vacant                          | Vacant      | 16 janvier 1899 - 3 mars 1899     | 55e         | |
| Albert S. Burleson              | Démocrate   | 4 mars 1889 - 3 mars 1903         | 56e , 57e   | Élu en 1898. Réélu en 1900. Redécoupage vers le 10e district. |
| George F. Burgess (en)          | Démocrate   | 4 mars 1903 - 3 mars 1917         | 58e - 64e   | Redécoupage depuis le 10e district et réélu en 1902. Réélu en 1904. Réélu en 1906. Réélu en 1908. Réélu en 1910. Réélu en 1912. Réélu en 1914. |
| Joseph J. Mansfield (en)        | Démocrate   | 4 mars 1917 - 12 juillet 1947     | 65e - 80e   | Élu en 1916. Réélu en 1918. Réélu en 1920. Réélu en 1922. Réélu en 1924. Réélu en 1926. Réélu en 1928. Réélu en 1930. Réélu en 1932. Réélu en 1934. Réélu en 1936. Réélu en 1938. Réélu en 1940. Réélu en 1942. Réélu en 1944. Réélu en 1946. Décès.                       |
| Vacant                          | Vacant      | 12 juillet 1947 - 23 août 1947    | 80e         | |
| Clark W. Thompson (en)          | Démocrate   | 23 août 1947 - 30 décembre 1966   | 80e - 89e   | Élu pour terminer le mandat de Mansfield. Réélu en 1948. Réélu en 1950. Réélu en 1952. Réélu en 1954. Réélu en 1956. Réélu en 1958. Réélu en 1960. Réélu en 1962. Réélu en 1964. Démissionne.                                                                              |
| Vacant                          | Vacant      | 30 décembre 1966 - 3 janvier 1967 | 89e         | |
| Jack Brooks (en)                | Démocrate   | 3 janvier 1967 - 3 janvier 1995   | 90e - 103e  | Redécoupage depuis le 2e district et réélu en 1966. Réélu en 1968. Réélu en 1970. Réélu en 1972. Réélu en 1974. Réélu en 1976. Réélu en 1978. Réélu en 1980. Réélu en 1982. Réélu en 1984. Réélu en 1986. Réélu en 1988. Réélu en 1990. Réélu en 1992. Perd sa réélection. |
| Steve Stockman                  | Républicain | 3 janvier 1995 - 3 janvier 1997   | 104e        | Élu en 1994. Perd sa réélection. |
| Nick Lampson                    | Démocrate   | 3 janvier 1997 - 3 janvier 2005   | 105e - 108e | Élu en 1996. Réélu en 1998. Réélu en 2000. Réélu en 2002. Redécoupage vers le 2e district et perd sa réélection. |
| Al Green                        | Démocrate   | 3 janvier 2005 - Présent          | 109e - 119e | Élu en 2004. Réélu en 2006. Réélu en 2008. Réélu en 2010. Réélu en 2012. Réélu en 2014. Réélu en 2016. Réélu en 2018. Réélu en 2020. Réélu en 2022. Réélu en 2024. |

## Résultats des récentes élections
Voici les résultats des dix précédents cycles électoraux dans le district.

### 2004
| Élection de 2004 du 9e district congressionnel du Texas | Élection de 2004 du 9e district congressionnel du Texas | Élection de 2004 du 9e district congressionnel du Texas | Élection de 2004 du 9e district congressionnel du Texas | Élection de 2004 du 9e district congressionnel du Texas |
| ------------------------------------------------------- | ------------------------------------------------------- | ------------------------------------------------------- | ------------------------------------------------------- | ------------------------------------------------------- |
| Parti                                                   | Parti                                                   | Candidat                                                | Votes                                                   | %                                                       |
|                                                         | Démocrate                                               | Al Green                                                | 114 462                                                 | 72,2                                                    |
|                                                         | Républicain                                             | Arlette Molina                                          | 42 132                                                  | 26,6                                                    |
|                                                         | Libertarien                                             | Stacey Lynn Bourland                                    | 1 972                                                   | 1,2                                                     |
| Total des votes                                         | Total des votes                                         | Total des votes                                         | 158 566                                                 | 100 %                                                   |
|                                                         | Les Démocrates conservent                               |                                                         |                                                         |                                                         |

### 2006
| Élection de 2006 du 9e district congressionnel du Texas | Élection de 2006 du 9e district congressionnel du Texas | Élection de 2006 du 9e district congressionnel du Texas | Élection de 2006 du 9e district congressionnel du Texas | Élection de 2006 du 9e district congressionnel du Texas |
| ------------------------------------------------------- | ------------------------------------------------------- | ------------------------------------------------------- | ------------------------------------------------------- | ------------------------------------------------------- |
| Parti                                                   | Parti                                                   | Candidat                                                | Votes                                                   | %                                                       |
|                                                         | Démocrate                                               | Al Green (sortant)                                      | 60 253                                                  | 100 %                                                   |
|                                                         | Les Démocrates conservent                               |                                                         |                                                         |                                                         |

### 2008
| Élection de 2008 du 9e district congressionnel du Texas | Élection de 2008 du 9e district congressionnel du Texas | Élection de 2008 du 9e district congressionnel du Texas | Élection de 2008 du 9e district congressionnel du Texas | Élection de 2008 du 9e district congressionnel du Texas |
| ------------------------------------------------------- | ------------------------------------------------------- | ------------------------------------------------------- | ------------------------------------------------------- | ------------------------------------------------------- |
| Parti                                                   | Parti                                                   | Candidat                                                | Votes                                                   | %                                                       |
|                                                         | Démocrate                                               | Al Green (sortant)                                      | 143 868                                                 | 93,6                                                    |
|                                                         | Libertarien                                             | Brad Walters                                            | 9 760                                                   | 6,4                                                     |
| Total des votes                                         | Total des votes                                         | Total des votes                                         | 153 628                                                 | 100 %                                                   |
|                                                         | Les Démocrates conservent                               |                                                         |                                                         |                                                         |

### 2010
| Élection de 2010 du 9e district congressionnel du Texas | Élection de 2010 du 9e district congressionnel du Texas | Élection de 2010 du 9e district congressionnel du Texas | Élection de 2010 du 9e district congressionnel du Texas | Élection de 2010 du 9e district congressionnel du Texas |
| ------------------------------------------------------- | ------------------------------------------------------- | ------------------------------------------------------- | ------------------------------------------------------- | ------------------------------------------------------- |
| Parti                                                   | Parti                                                   | Candidat                                                | Votes                                                   | %                                                       |
|                                                         | Démocrate                                               | Al Green (sortant)                                      | 80 107                                                  | 75,7                                                    |
|                                                         | Républicain                                             | Steve Mueller                                           | 24 201                                                  | 22,9                                                    |
|                                                         | Libertarien                                             | Michael Hope                                            | 1 459                                                   | 1,4                                                     |
| Total des votes                                         | Total des votes                                         | Total des votes                                         | 105 767                                                 | 100 %                                                   |
|                                                         | Les Démocrates conservent                               |                                                         |                                                         |                                                         |

### 2012
| Élection de 2012 du 9e district congressionnel du Texas | Élection de 2012 du 9e district congressionnel du Texas | Élection de 2012 du 9e district congressionnel du Texas | Élection de 2012 du 9e district congressionnel du Texas | Élection de 2012 du 9e district congressionnel du Texas |
| ------------------------------------------------------- | ------------------------------------------------------- | ------------------------------------------------------- | ------------------------------------------------------- | ------------------------------------------------------- |
| Parti                                                   | Parti                                                   | Candidat                                                | Votes                                                   | %                                                       |
|                                                         | Démocrate                                               | Al Green (sortant)                                      | 144 075                                                 | 78,5                                                    |
|                                                         | Républicain                                             | Steve Mueller                                           | 36 139                                                  | 19,7                                                    |
|                                                         | Vert                                                    | Vanessa Foster                                          | 1 743                                                   | 0,9                                                     |
|                                                         | Libertarien                                             | John Wieder                                             | 1 609                                                   | 0,9                                                     |
| Total des votes                                         | Total des votes                                         | Total des votes                                         | 183 566                                                 | 100 %                                                   |
|                                                         | Les Démocrates conservent                               |                                                         |                                                         |                                                         |

### 2014
| Élection de 2014 du 9e district congressionnel du Texas | Élection de 2014 du 9e district congressionnel du Texas | Élection de 2014 du 9e district congressionnel du Texas | Élection de 2014 du 9e district congressionnel du Texas | Élection de 2014 du 9e district congressionnel du Texas |
| ------------------------------------------------------- | ------------------------------------------------------- | ------------------------------------------------------- | ------------------------------------------------------- | ------------------------------------------------------- |
| Parti                                                   | Parti                                                   | Candidat                                                | Votes                                                   | %                                                       |
|                                                         | Démocrate                                               | Al Green (sortant)                                      | 78 109                                                  | 90,8                                                    |
|                                                         | Libertarien                                             | Johnny Johnson                                          | 7 894                                                   | 9,2                                                     |
| Total des votes                                         | Total des votes                                         | Total des votes                                         | 86 003                                                  | 100 %                                                   |
|                                                         | Les Démocrates conservent                               |                                                         |                                                         |                                                         |

### 2016
| Élection de 2016 du 9e district congressionnel du Texas | Élection de 2016 du 9e district congressionnel du Texas | Élection de 2016 du 9e district congressionnel du Texas | Élection de 2016 du 9e district congressionnel du Texas | Élection de 2016 du 9e district congressionnel du Texas |
| ------------------------------------------------------- | ------------------------------------------------------- | ------------------------------------------------------- | ------------------------------------------------------- | ------------------------------------------------------- |
| Parti                                                   | Parti                                                   | Candidat                                                | Votes                                                   | %                                                       |
|                                                         | Démocrate                                               | Al Green (sortant)                                      | 152 032                                                 | 80,6                                                    |
|                                                         | Républicain                                             | Jeff Martin                                             | 36 491                                                  | 19,4                                                    |
| Total des votes                                         | Total des votes                                         | Total des votes                                         | 188 523                                                 | 100 %                                                   |
|                                                         | Les Démocrates conservent                               |                                                         |                                                         |                                                         |

### 2018
| Élection de 2018 du 9e district congressionnel du Texas | Élection de 2018 du 9e district congressionnel du Texas | Élection de 2018 du 9e district congressionnel du Texas | Élection de 2018 du 9e district congressionnel du Texas | Élection de 2018 du 9e district congressionnel du Texas |
| ------------------------------------------------------- | ------------------------------------------------------- | ------------------------------------------------------- | ------------------------------------------------------- | ------------------------------------------------------- |
| Parti                                                   | Parti                                                   | Candidat                                                | Votes                                                   | %                                                       |
|                                                         | Démocrate                                               | Al Green (sortant)                                      | 136 256                                                 | 89,1                                                    |
|                                                         | Libertarien                                             | Phil Kurtz                                              | 5 940                                                   | 3,9                                                     |
|                                                         | Indépendant                                             | Benjamin Hernandez                                      | 5 774                                                   | 3,8                                                     |
|                                                         | Indépendant                                             | Kesha Rogers                                            | 5 031                                                   | 3,3                                                     |
| Total des votes                                         | Total des votes                                         | Total des votes                                         | 153 001                                                 | 100 %                                                   |
|                                                         | Les Démocrates conservent                               |                                                         |                                                         |                                                         |

### 2020
| Élection de 2020 du 9e district congressionnel du Texas | Élection de 2020 du 9e district congressionnel du Texas | Élection de 2020 du 9e district congressionnel du Texas | Élection de 2020 du 9e district congressionnel du Texas | Élection de 2020 du 9e district congressionnel du Texas |
| ------------------------------------------------------- | ------------------------------------------------------- | ------------------------------------------------------- | ------------------------------------------------------- | ------------------------------------------------------- |
| Parti                                                   | Parti                                                   | Candidat                                                | Votes                                                   | %                                                       |
|                                                         | Démocrate                                               | Al Green (sortant)                                      | 172 938                                                 | 75,5                                                    |
|                                                         | Républicain                                             | Johnny Teague                                           | 49 575                                                  | 21,6                                                    |
|                                                         | Libertarien                                             | Jose Sosa                                               | 6 594                                                   | 2,9                                                     |
| Total des votes                                         | Total des votes                                         | Total des votes                                         | 229 107                                                 | 100 %                                                   |
|                                                         | Les Démocrates conservent                               |                                                         |                                                         |                                                         |

### 2022
| Primaire Démocrate de 2022 du 9e district congressionnel du Texas | Primaire Démocrate de 2022 du 9e district congressionnel du Texas | Primaire Démocrate de 2022 du 9e district congressionnel du Texas | Primaire Démocrate de 2022 du 9e district congressionnel du Texas | Primaire Démocrate de 2022 du 9e district congressionnel du Texas |
| ----------------------------------------------------------------- | ----------------------------------------------------------------- | ----------------------------------------------------------------- | ----------------------------------------------------------------- | ----------------------------------------------------------------- |
| Parti                                                             | Parti                                                             | Candidat                                                          | Votes                                                             | %                                                                 |
|                                                                   | Démocrate                                                         | Al Green (sortant)                                                | 42 782                                                            | 100 %                                                             |

| Primaire Républicaine de 2022 du 9e district congressionnel du Texas | Primaire Républicaine de 2022 du 9e district congressionnel du Texas | Primaire Républicaine de 2022 du 9e district congressionnel du Texas | Primaire Républicaine de 2022 du 9e district congressionnel du Texas | Primaire Républicaine de 2022 du 9e district congressionnel du Texas |
| -------------------------------------------------------------------- | -------------------------------------------------------------------- | -------------------------------------------------------------------- | -------------------------------------------------------------------- | -------------------------------------------------------------------- |
| Parti                                                                | Parti                                                                | Candidat                                                             | Votes                                                                | %                                                                    |
|                                                                      | Républicain                                                          | Jimmy Leòn                                                           | 10 503                                                               | 100 %                                                                |

| Élection de 2022 du 9e district congressionnel du Texas | Élection de 2022 du 9e district congressionnel du Texas | Élection de 2022 du 9e district congressionnel du Texas | Élection de 2022 du 9e district congressionnel du Texas | Élection de 2022 du 9e district congressionnel du Texas |
| ------------------------------------------------------- | ------------------------------------------------------- | ------------------------------------------------------- | ------------------------------------------------------- | ------------------------------------------------------- |
| Parti                                                   | Parti                                                   | Candidat                                                | Votes                                                   | %                                                       |
|                                                         | Démocrate                                               | Al Green (sortant)                                      | 125 446                                                 | 76,7                                                    |
|                                                         | Républicain                                             | Jimmy Leòn                                              | 38 161                                                  | 23,3                                                    |
| Total des votes                                         | Total des votes                                         | Total des votes                                         | 163 607                                                 | 100 %                                                   |
|                                                         | Les Démocrates conservent                               |                                                         |                                                         |                                                         |

### 2024
| Primaire Démocrate de 2024 du 9e district congressionnel du Texas | Primaire Démocrate de 2024 du 9e district congressionnel du Texas | Primaire Démocrate de 2024 du 9e district congressionnel du Texas | Primaire Démocrate de 2024 du 9e district congressionnel du Texas | Primaire Démocrate de 2024 du 9e district congressionnel du Texas |
| ----------------------------------------------------------------- | ----------------------------------------------------------------- | ----------------------------------------------------------------- | ----------------------------------------------------------------- | ----------------------------------------------------------------- |
| Parti                                                             | Parti                                                             | Candidat                                                          | Votes                                                             | %                                                                 |
|                                                                   | Démocrate                                                         | Al Green (sortant)                                                | 42 191                                                            | 100 %                                                             |

| Élection de 2024 du 9e district congressionnel du Texas | Élection de 2024 du 9e district congressionnel du Texas | Élection de 2024 du 9e district congressionnel du Texas | Élection de 2024 du 9e district congressionnel du Texas | Élection de 2024 du 9e district congressionnel du Texas |
| ------------------------------------------------------- | ------------------------------------------------------- | ------------------------------------------------------- | ------------------------------------------------------- | ------------------------------------------------------- |
| Parti                                                   | Parti                                                   | Candidat                                                | Votes                                                   | %                                                       |
|                                                         | Démocrate                                               | Al Green (sortant)                                      | 184 141                                                 | 100                                                     |
|                                                         | Les Démocrates conservent                               |                                                         |                                                         |                                                         |

## Frontières historiques du district
De 1967 à 2005, le district comprenait le Johnson Space Center et de 1935 à 2005, Galveston.

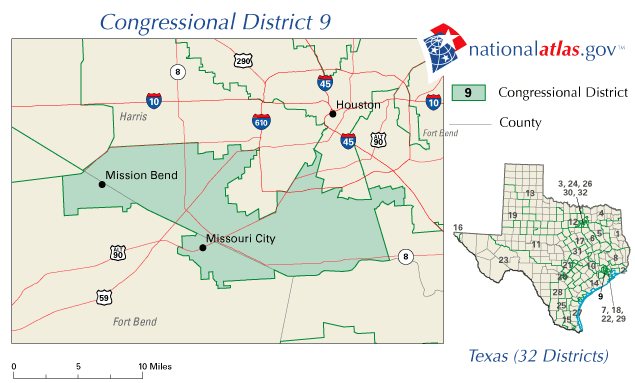
2007 - 2013

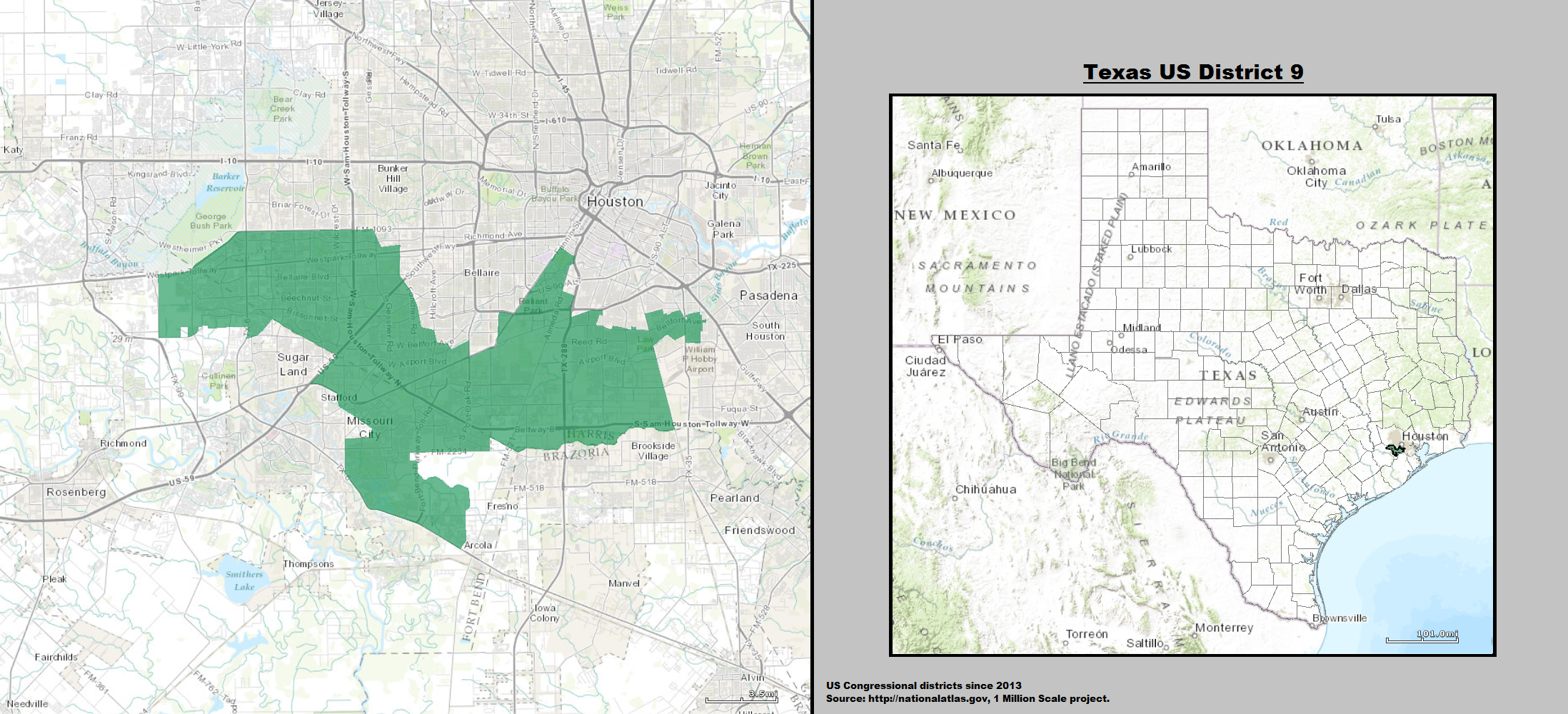
2013 - 2023